# Албрехт II (Мекленбург)
Вижте пояснителната страница за други личности с името Албрехт II.
Албрехт II (на немски: Albrecht II, Der Große; * 1318, † 18 февруари 1379) е от 1329 до 1348 г. принц на Мекленбург и от 1348 до 1379 г. херцог на Мекленбург.

## Живот
Албрехт II е син на княз Хайнрих II от Мекленбург „Лъвът“ (1266 – 1329) и втората му съпруга Анна фон Саксония-Витенберг († 1327), дъщеря на херцог Албрехт II фон Саксония-Витенберг.
От 1329 г. Албрехт управлява първо с регенти, от 1336 г. самостоятелно. Той води заедно с померанските херцози Ото I и Барним III война против Маркграфство Бранденбург (Померанско-Бранденбургска война 1329 – 1333 г.).
На 8 юли 1348 г. римско-немският крал и по-късен император Карл IV го издига заедно с брат му Йохан I на херцог и в имперското княжеско съсловие. При подялбата на страната от 25 ноември 1352 г. той получава Росток и Мекленбург. През 1357 г. той получава правата на граф на Шверин. Албрехт II сключва на 20 февруари 1368 г. алианц-договор с ханза-градовете на вендите.
Малко преди смъртта си той дава задачата на Ернст фон Кирхберг да напише хроника на Мекленбург Mecklenburgische Reimchronik. Албрехт II е погребан в катедралата на Доберан.

## Фамилия
Първи брак: на 10 април 1336 г. с Еуфемия Ериксдотер (* 1317, † пр. 16 юни 1370), херцогиня на Швеция, сестра на шведския крал Магнус IV Ериксон. Техни деца са:
- Хайнрих III (1337 – 1383), херцог на Мекленбург (1379 – 1383)
- Албрехт III (1338 – 1412), крал на Швеция (1364 – 1389) и херцог на Мекленбург (1384 – 1412)
- Магнус I (сл. 1338 – 1384), херцог на Мекленбург (1379 – 1384)
- Ингеборг (ок. 1340 – 1395), омъжена 1. за Лудвиг VI от Бавария и 2. за Хайнрих II от Холщайн
- Анна († 1415), омъжена за Адолф VII от Холщайн-Кил

Втори брак: през 1378 г. с Аделхайд на Хонщайн († сл. 1405), дъщеря на граф Улрих III фон Хонщайн-Келбра.